# 斯洛文尼亞科尼采
斯洛文尼亞科尼采是斯洛文尼亞東北部斯洛維尼亞科尼采市鎮的城鎮及行政中心，位於德拉維尼亞河右岸。城镇面積为2.75平方公里，海拔高度322米，2023年人口数量为5,152人。

## 外部連結
- 斯洛維尼亞科尼采市鎮官方网站 （页面存档备份，存于） （斯洛文尼亚文）

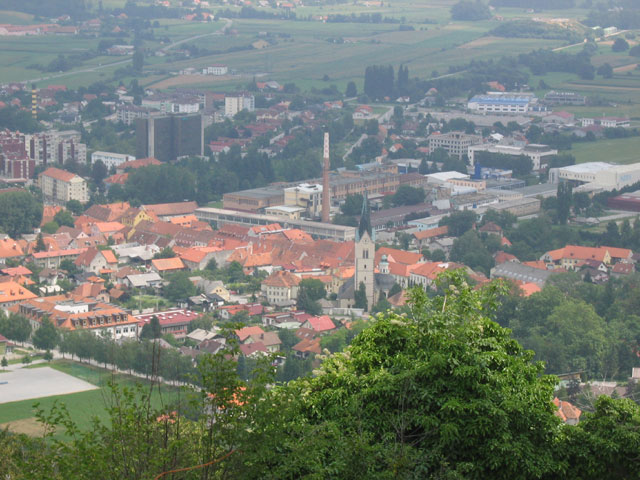

- Slovenske Konjice on Geopedia （页面存档备份，存于）